# Danai Udomchoke
Danai Udomchoke, né le 11 août 1981 à Bangkok, est un joueur de tennis thaïlandais, professionnel de 1997 à 2015.
Son meilleur classement à l'ATP est une 77e place en simple et une 130e en double. Il est membre de l'équipe de Thaïlande de Coupe Davis.

## Carrière

### 2006 - 2011: quelques bons résultats puis éliminations précoces pendant plusieurs années
Lors de l'Open d'Australie 2006, il est battu par David Nalbandian sur le score de 6-2 6-2 1-6 6-7 6-1 au 1e tour. Il passe un tour lors du tournoi du Queen's, éliminant Tomáš Zíb. À Nottingham, il perd dès le premier tour face à son compatriote Paradorn Srichaphan. Il repasse un tour à  Indianapolis où il est éliminé sur le score de 7-6 6-4 par James Blake, futur lauréat. Mais c'est à Pékin qu'il passe enfin le second tour, en s'invitant en quarts de finale. Pour cela, il bat Marco Chiudinelli (0-6 6-2 6-3) et Ivo Karlović (6-2 3-1 ab). Il se fera sortir du tournoi sur le score sévère de 6-2 6-1; par Márcos Baghdatís qui remportera le tournoi. Durant le même tournois, associé à  Kristian Pless, il arrive jusqu'en demi-finale.
En 2007, il surprend encore en arrivant au troisième tour lors de l'Open d'Australie. Il y élimine Martín Vassallo Argüello (6-3 6-3 6-2) et Juan Carlos Ferrero alors tête de série numéro 24 (7-6 7-5 4-6 6-1). Il se fera éliminé par Novak Djokovic en ayant quand même remporté un set face au serbe (3-6 4-6 7-5 1-6). Par la suite, il passe peu le second tour.
Entre 2008 et 2010, il est inscrit sur huit tournois mais ne passe pas le stade du premier tour. Il lui faut attendre 2011 où il joue à domicile, à Bangkok; et où il passe le premier tour face à Fabio Fognini (6-4 3-6 6-2). Il perdra néanmoins face à Matthias Bachinger (6-7 3-6) au tour suivant.

### 2012 - 2014: Titre en double mais déception en simple
En 2012, il obtient son seul titre en double via le score de 6-3 6-4 associé à Lu Yen-hsun. Pour cela, ils éliminent Johan Brunström - Jonathan Marray, puis James Murray -André Sá, ils enchainent avec l'élimination des jumeaux thailandais Sanchai Ratiwatana et Sonchat Ratiwatana. Ils remportent le titre face à Eric Butorac et Paul Hanley. Go Soeda l'élimine dans ce même tournoi en simple dès le premier tour.
Il doit donc retourner dans le circuit challenger où il obtient une premier quart à Busan éliminant Yuichi Sugita sur abandon (3-0) et Ruben Bemelmans au second tour 6-3 3-6 6-3. Il perdra face à James Mcgee (6-3 1-6 6-3). Il atteint une seconde fois les quarts à Traralgon, éliminant Ryan Agar sur le score de 6-2 1-6 6-3 au 1e tour, et 6-4 6-4 au 2e tour face à Matt Reid. Il sera éliminé par Bradley Klahn sur un score de 6-3 7-6.
L'année suivante est similaire. Il ne passe qu'à deux reprises le premier tour lors du challenger de Burnie et à Adelaide. En 2015, il échoue régulièrement en qualifications hormis à Taipei (challenger) où il échoue au premier tour.

## Palmarès

### Titre en double messieurs
| No | Date       | Nom et lieu du tournoi | Catégorie | Dotation  | Surface    | Partenaire  | Finalistes               | Score    |          |
| -- | ---------- | ---------------------- | --------- | --------- | ---------- | ----------- | ------------------------ | -------- | -------- |
| 1  | 24-09-2012 | Thailand Open Bangkok  | ATP 250   | 551 000 $ | Dur (int.) | Lu Yen-hsun | Eric Butorac Paul Hanley | 6-3, 6-4 | Parcours |

## Parcours dans les tournois duGrand Chelem

### En simple
| Année | Open d'Australie | Open d'Australie | Internationaux de France | Internationaux de France | Wimbledon       | Wimbledon     | US Open         | US Open    |
| ----- | ---------------- | ---------------- | ------------------------ | ------------------------ | --------------- | ------------- | --------------- | ---------- |
| 2004  | —                | —                | —                        | —                        | —               | —             | 1er tour (1/64) | T. Robredo |
| 2005  | —                | —                | —                        | —                        | 2e tour (1/32)  | M. Ančić      | —               | —          |
| 2006  | 1er tour (1/64)  | D. Nalbandian    | —                        | —                        | 1er tour (1/64) | D. Toursounov | —               | —          |
| 2007  | 3e tour (1/16)   | N. Djokovic      | 1er tour (1/64)          | K. Vliegen               | 2e tour (1/32)  | A. Roddick    | 1er tour (1/64) | W. Odesnik |
| 2008  | —                | —                | —                        | —                        | —               | —             | —               | —          |
| 2009  | —                | —                | —                        | —                        | 1er tour (1/64) | S. Querrey    | —               | —          |
| 2010  | —                | —                | —                        | —                        | —               | —             | —               | —          |
| 2011  | —                | —                | —                        | —                        | —               | —             | —               | —          |
| 2012  | 1er tour (1/64)  | G. Simon         | —                        | —                        | —               | —             | —               | —          |

N.B. : à droite du résultat se trouve le nom de l'ultime adversaire.

### En double
| Année | Open d'Australie        | Open d'Australie     | Internationaux de France | Internationaux de France | Wimbledon | Wimbledon | US Open | US Open |
| ----- | ----------------------- | -------------------- | ------------------------ | ------------------------ | --------- | --------- | ------- | ------- |
| 2007  | 1er tour (1/32) Lu Y-h. | J. Kerr D. Škoch     | —                        | —                        | —         | —         | —       | —       |
| 2013  | 1er tour (1/32) J. Wang | J. S. Cabal R. Farah | —                        | —                        | —         | —         | —       | —       |

N.B. : le nom du ou de la partenaire se trouve sous le résultat ; le nom des ultimes adversaires se trouve à droite.

## Parcours dans lesMasters 1000
| Année | Indian Wells | Miami             | Monte-Carlo | Rome | Hambourg | Canada | Cincinnati | Madrid | Paris |
| ----- | ------------ | ----------------- | ----------- | ---- | -------- | ------ | ---------- | ------ | ----- |
| 2007  | —            | 1er tour S. Greul | —           | —    | —        | —      | —          | —      | —     |

N.B. : sous le résultat se trouve le nom de l’ultime adversaire.